# Larry Kramer
Larry Kramer (Bridgeport, 25 giugno 1935 – New York, 27 maggio 2020) è stato un drammaturgo, saggista e attivista statunitense.

## Gli inizi
Visse a Londra dal 1961 al 1970, e qui co-produsse e scrisse il film Here We Go Round the Mulberry Bush.
Successivamente Kramer scrisse e produsse la sceneggiatura per Donne in amore (Women in Love), basato sul romanzo Donne innamorate di D. H. Lawrence, che era stato candidato a un Academy Award.
Kramer ebbe molta meno fortuna sulla sua pellicola successiva, una versione musicale di Orizzonte perduto di James Hilton pubblicata nel 1973, che si rivelò uno dei flop più clamorosi del decennio.

## La militanza contro la crisi dell'Aids
Kramer fu un sostenitore dei diritti gay sin dai primi anni settanta, ma non è mai stato un sostenitore ortodosso. Il suo romanzo del 1978, Faggots è stato un best seller tra i romanzi a tema gay, ma è stato pesantemente criticato da molti attivisti gay per il suo ritratto negativo dello stile di vita degli omosessuali.
Kramer viveva a New York quando l'epidemia di AIDS ebbe inizio, nel 1981. Pubblicò allora una serie di articoli nel settimanale gay "New York Native", compreso il famoso "1,112 and Counting" (1112, e in crescita), che esprimeva l'urgenza di un'azione in risposta alla nuova epidemia. Acadde così che Kramer sia stato uno dei fondatori del Gay Men's Health Crisis, un'organizzazione di lotta contro l'AIDS con sede a New York, che è ancora la più grande associazione di assistenza per le PCA (Persone con Aids) gay al mondo.
Nel 1987, sempre più scontento dell'assenza di reazione all'AIDS sia del governo degli Stati Uniti, sia della comunità gay, Kramer contribuì a fondare la AIDS Coalition to Unleash Power (ACT UP), un'organizzazione di lotta e protesta sull'AIDS, spesso coinvolta in azioni di disobbedienza civile.

## Produzione artistica
L'opera teatrale di Kramer del 1985, relativa ai primi anni di AIDS, The Normal Heart, resta una delle risposte culturali più importanti alla devastazione causata dall'AIDS negli anni ottanta. Ha avuto più di 600 messe in scena in tutto il mondo. La sua messa in scena a New York aveva nel cast Brad Davis, che più tardi sarebbe a sua volta morto di AIDS. Oggi The Normal Heart è adottato come testo in molte scuole e università.
La sua commedia successiva, "Just Say No" 1988, era un attacco all'amministrazione di Ronald Reagan e al sindaco di New York, Ed Koch: Kramer vi mise a nudo la loro ipocrisia e la loro inerzia nel rispondere all'AIDS. Ha ottenuto meno successo di The Normal Heart, forse a causa del suo tono aggressivamente politico.
Nel 1989 Kramer pubblicò un libro di storie vere, Reports from the Holocaust: The Making of an AIDS Activist, una raccolta di tutti i suoi scritti politici dal The York Times e da altre pubblicazioni, un importante documento della "fase eroica" della militanza contro l'AIDS degli anni ottanta.
Negli anni novanta, essendogli stata diagnostica l'infezione del virus HIV, Kramer divenne sempre più preoccupato del problema delle terapie, nonostante continuasse a pubblicare con regolarità attacchi polemici contro le autorità sanitarie e del governo.
Nel 1993 scrisse il seguito di The Normal Heart, il dramma The Destiny of Me, per cui venne candidato al Premio Pulitzer.
Nel 1998 fondò la Treatment Data Project, una coalizione di donatori privati e istituti medici, pensata per rendere più rapidamente disponibili alle persone con HIV/AIDS le nuove terapie contro l'AIDS.
"Dobbiamo amare l'altro o morire: La vita e l'eredità di Larry Kramer", antologia di brani edita da Lawrence D. Mass, è importante fonte in merito alla carriera di Kramer ed in merito a temi sui quali ha lavorato.
Nell'aprile 2001, Yale ha pubblicamente accettato una donazione di opere politiche e letterarie di Kramer, insieme ad un milione di dollari di donazione da parte del fratello di Kramer, Arthur Kramer per finanziare un programma di studi gay-lesbo.
Kramer aveva discusso con Yale la donazione per anni, e l'università aveva rifiutato una donazione simile nel 1997. Commentando i risultati della donazione, nel 2004, Kramer disse: "Il mio college, Yale, con un milione di dollari per fare proprio questo, non insegnerà quella che io considero storia gay, epurata dall'incomprensibile e sciocco linguaggio burocratico degli studi di genere e della ridicola teoria."
Dopo le elezioni del 2004, Kramer proclamò pubblicamente che i diritti degli omosessuali in America erano "ufficialmente morti", che molti gay erano troppo impegnati da droga o sesso per preoccuparsi del loro futuro, e che l'HIV è stato diffuso dal governo in quanto parte di un piano per sterminare gli omosessuali. Inoltre ha attaccato Human Rights Campaign e altre associazioni gay accusandole di egoismo e timidezza eccessiva.

## Vita privata
Negli anni novanta gli fu diagnosticata l'infezione da virus HIV.
Nel dicembre 2001, Kramer si sottopose a trapianto di fegato al Medical Center dell'Università di Pittsburgh. Necessitava del trapianto per sopravvivere ad una insufficienza epatica dovuta all'epatite B cronica. L'operazione andò bene, nonostante dei falsi necrologi circa la sua morte comparsi in rete. Fu il primo trapianto di organo nobile per un sieropositivo negli USA.
Visse a New York e nel Connecticut con il suo compagno l'architetto David Webster, che sposò a New York il 24 luglio 2013. Ha ricevuto un American Academy of Arts and Letters' Award in Literature,
ed è stato il primo gay dichiarato ad essere onorato del Public Service Award dalla Common Cause.
Kramer è morto di polmonite a New York il 27 maggio 2020 all'età di 84 anni.